# 2023年板球世界杯
2023年世界盃板球賽是第13届世界盃板球賽，於2023年10月5日至11月19日在印度舉辦。最終澳大利亞國家板球隊擊敗印度奪得冠軍。   此次板球世界杯共有十支国家队参加比赛。这是印度首次单独主办男子板球世界杯。比赛在印度十个城市的十个体育场举行。
維拉·哥利是此次板球世界杯最佳球员，也是得分最多的球员。此次板球世界杯共有1,250,307名观众入場观看比赛。 